# Academia Nacional de Ciencias Morales y Políticas
La Academia Nacional de Ciencias Morales y Políticas se fundó en 1938, en Buenos Aires, Argentina, con el objeto de profundizar los estudios de las disciplinas humanísticas que definen su campo. Su denominación proviene de la homónima de Francia, fundada en París en 1795.
Su edificio, sito en la avenida Alvear 1711 de Capital Federal fue declarado "Monumento Histórico" en agosto de 2002. Su estilo neoclásico francés lo convierte en una muestra de las urbanizaciones de principios del siglo XX, su autor fue el arquitecto Alejandro Bustillo.
Su publicación regular, llamada "Anales" recoge los trabajos de académicos y de los institutos pertenecientes a la Academia, y es distribuida incluso por canje. Posee además una biblioteca.

## Institutos
En mayo de 2003 se establecieron los institutos destinados a las investigaciones de las cuestiones de competencia de la Asociación, ratificando la creación del Instituto de Política Ambiental y creando los restantes. El 22 de agosto de 2008, se fundó el último instituto, el de Metodología de las Ciencias Sociales.
- Instituto de Bioética
- Instituto de Ética y Política Económica
- Instituto de Filosofía Política e Ideas Políticas
- Instituto de Metodología de las Ciencias Sociales
- Instituto de Política Ambiental
- Instituto de Política Constitucional
- Instituto de Política Internacional
- Instituto de Sociología Política

Según diversos medios la Academia Nacional de Ciencias Morales y Políticas (ANCMyP), la entidad mantiene una férrea línea ideológica conservadora, al punto de estar está integranda por exfuncionarios de la última dictadura militar argentina y empresarios acusados, por violaciones a los Derechos Humanos.

## Historia de la academia y declaraciones
Entre otras actividades, la Academia Nacional de Ciencias Morales y Políticas emite diversas declaraciones (dictámenes) sobre los temas de actualidad que generan controversias en el país. Tales como el tema del aborto, o el de la autonomía académica de la Universidad de Buenos Aires realizado en septiembre de 2010.
En 1938 quedó instalada en Buenos Aires la Academia Nacional de Ciencias Morales y Políticas con el objeto de profundizar los estudios de las disciplinas humanísticas que definen su campo. La corporación mantiene reciprocidad con sus homólogas de España y de Chile. Su denominación proviene de la homónima de Francia, fundada en París en 1795. La integraron consagrados investigadores y juristas -incluso los Premios Nobel Bernardo Houssay y Carlos Saavedra Lamas- y sus dictámenes, así como las comunicaciones realizadas en sus sesiones privadas y públicas, fueron y son recogidas en volúmenes titulados Anales. Los miembros de número son treinta y cinco, además de los académicos correspondientes, los eméritos y los honorarios. La Academia es presidida por una Junta Directiva con mandato por dos años. Rómulo Zabala asumió como director en 1929. Él era vicedirector del Museo Mitre y secretario de la Junta de Historia y Numismática Americana, tuvo la idea de la Primera Exposición Argentina de Numismática, en los salones de van Riel, en la calle Florida.
Desde 1980 su sede se encuentra en la Casa de las Academias Nacionales, en la Avenida Alvear 1711, edificio de propiedad del Estado Nacional desde 1973 que en 2002 fue declarada Monumento Histórico Nacional de la Ciudad Autónoma de Buenos Aires y es obra del arquitecto Alejandro Bustillo.
En 1998 la Academia nombró como su representante en la Comisión Nacional de Ética Biomédica –un campo interdisciplinario creado para asesorar al Gobierno y a organismos oficiales, a Alberto Rodríguez Varela, abogado que había sido ministro de Justicia durante la dictadura de Jorge Rafael Videla, de quien fue su abogado defensor, y que también representaba a la Academia Nacional de Derecho y Ciencias Sociales de Buenos Aires en dicha Comisión.
En 2013 homenajeó al director del diario bahiense La Nueva Provincia, Vicente Massot, que fue desvinculado judicialmente de la acusación por delitos de lesa humanidad cometidos durante la última dictadura cívico militar, y recibió el apoyo de la Academia Nacional de Ciencias Morales y Políticas.

## Presidentes
Presidentes desde la fundación de la academia en 1938:
- Rodolfo Rivarola (1938-1943)
- Adolfo Bioy (1943-1952)
- Adolfo Bioy (1955-1962)
- Horacio C. Rivarola (1963-1969)
- Guillermo Garbarini Islas (1970-1977)
- Osvaldo Loudet (1978-1982)
- Alejandro Lastra (1983-1984)
- Alberto Benegas Lynch (1985-1986)
- Segundo V. Linares Quintana (1987-1990)
- Jorge A. Aja Espil (1991-1994)
- Carlos A. Sánchez Sañudo (1995-1996)
- Segundo V. Linares Quintana (1997-2000)
- Jorge A. Aja Espil (2001-2002)
- Jorge R. Vanossi (2003-2004)
- Gregorio Badeni (2005-2008)
- Jorge R. Vanossi (2009-2010)
- Jorge R. Vanossi (2011-2012)